# Fotón
En física moderna, el fotón (en griego φῶς phōs (gen. φωτός) 'luz', y -ón) es la partícula elemental responsable de las manifestaciones cuánticas del fenómeno electromagnético. Es la partícula portadora de todas las formas de radiación electromagnética, incluidos los rayos gamma, los rayos X, la luz ultravioleta, la luz visible, la luz infrarroja, las microondas y las ondas de radio.
El fotón tiene una masa invariante cero, y viaja en el vacío con una velocidad constante {\displaystyle c}. Como todos los cuantos, el fotón presenta tanto propiedades corpusculares como ondulatorias ("dualidad onda-corpúsculo"). Se comporta como una onda en fenómenos como la refracción que tiene lugar en una lente, o en la cancelación por interferencia destructiva de ondas reflejadas; sin embargo, se comporta como una partícula cuando interactúa con la materia para transferir una cantidad fija de energía, que viene dada por la expresión:

{\displaystyle E={\frac {hc}{\lambda }}=h\nu }

donde h es la constante de Planck, c es la velocidad de la luz, {\displaystyle \lambda } es la longitud de onda y {\displaystyle \nu } la frecuencia de la onda. Esto difiere de lo que ocurre con las ondas clásicas, que pueden ganar o perder cantidades arbitrarias de energía. Para la luz visible, la energía portada por un fotón es de alrededor de 3.44×10–19 julios; esta energía es suficiente para excitar las células oculares fotosensibles y dar lugar a la visión.
Además de energía, los fotones llevan también asociado un momento lineal y tienen una polarización. Siguen las leyes de la mecánica cuántica, lo que significa que a menudo estas propiedades no tienen un valor bien definido para un fotón dado. En su lugar se habla de las probabilidades de que tenga una cierta polarización, posición o momento lineal. Por ejemplo, aunque un fotón puede excitar una molécula, a menudo es imposible predecir cuál será la molécula excitada.
La descripción anterior de un fotón como un portador de radiación electromagnética es utilizada con frecuencia por los físicos. Sin embargo, en física teórica, un fotón puede considerarse como un mediador para cualquier tipo de interacción electromagnética. 
La discusión sobre la naturaleza de la luz se remonta hasta la antigüedad. En el siglo XVII, Newton se inclinó por una interpretación corpuscular de la luz, mientras que sus contemporáneos Huygens y Hooke apoyaron la hipótesis de la luz como onda. Experimentos de interferencia, como el realizado por Young en el siglo XIX, confirmaron el modelo ondulatorio de la luz. 
La idea de la luz como partícula retornó con el concepto moderno de fotón, que fue desarrollado gradualmente entre 1905 y 1917 por Albert Einstein apoyándose en trabajos anteriores de Planck, en los cuales se introdujo el concepto de cuanto. Con el modelo de fotón podían explicarse observaciones experimentales que no encajaban con el modelo ondulatorio clásico de la luz. En particular, explicaba cómo la energía de la luz dependía de la frecuencia (dependencia observada en el efecto fotoeléctrico) y la capacidad de la materia y la radiación electromagnética para permanecer en equilibrio térmico.
Otros físicos trataron de explicar las observaciones anómalas mediante modelos "semiclásicos", en los que la luz era descrita todavía mediante las ecuaciones de Maxwell, aunque los objetos materiales que emitían y absorbían luz estaban cuantizados. Aunque estos modelos semiclásicos contribuyeron al desarrollo de la mecánica cuántica, experimentos posteriores han probado las hipótesis de Einstein sobre la cuantización de la luz (los cuantos de luz son los fotones).
El concepto de fotón ha llevado a avances muy importantes en física teórica y experimental, tales como la teoría cuántica de campos, el condensado de Bose-Einstein y la interpretación probabilística de la mecánica cuántica, y a inventos como el láser.
De acuerdo con el modelo estándar de física de partículas los fotones son los responsables de producir todos los campos eléctricos y magnéticos, y a su vez son el resultado de que las leyes físicas tengan cierta simetría en todos los puntos del espacio-tiempo. Las propiedades intrínsecas de los fotones (masa invariante y espín) están determinadas por las propiedades de la simetría de Gauge. 
Los fotones se aplican a muchas áreas, como la fotoquímica, el microscopio fotónico y la medición de distancias moleculares. Incluso se los ha estudiado como componentes de computadoras cuánticas y en aplicaciones sofisticadas de comunicación óptica como por ejemplo en criptografía cuántica. 

## Nomenclatura
El fotón fue llamado originalmente por Albert Einstein «cuanto de luz» (en alemán: Lichtquant). Su nombre moderno proviene de la palabra griega φῶς (que se transcribe como phôs), que significa luz, y fue acuñado en 1926 por el físico Gilbert N. Lewis, quien publicó una teoría especulativa en la que los fotones no se podían «crear ni destruir». Aunque la teoría de Lewis nunca fue aceptada —y fue contradicha en muchos experimentos— el nuevo nombre "fotón" fue adoptado enseguida por la mayoría de los científicos.
En física, el fotón se representa normalmente con el símbolo γ (la letra griega gamma minúscula). Este símbolo proviene posiblemente de los rayos gamma, descubiertos y bautizados con ese nombre en 1900 por Villard y que resultaron ser una forma de radiación electromagnética según demostraron Rutherford y Andrade en 1914. En química e ingeniería óptica, los fotones se simbolizan habitualmente por {\displaystyle h\nu \!}, que representa también la energía asociada a un fotón, donde {\displaystyle h\!} es la constante de Planck y la letra griega {\displaystyle \nu \!} es la frecuencia de la partícula. Con mucha menor asiduidad, el fotón también se representa por {\displaystyle hf\!}, siendo {\displaystyle f\!}, en este caso, la frecuencia.

## Propiedades físicas

Diagrama de Feynman mostrando el intercambio de un fotón virtual (simbolizado por una línea ondulada y) entre un positrón y un electrón.

El fotón no tiene masa, tampoco posee carga eléctrica y no se desintegra espontáneamente en el vacío. El fotón tiene dos estados posibles de polarización que pueden describirse mediante tres parámetros continuos: las componentes de su vector de onda, que determinan su longitud de onda {\displaystyle \lambda \!} y su dirección de propagación. El fotón es el bosón de gauge de la interacción electromagnética, y por tanto todos los otros números cuánticos —como el número leptónico, el número bariónico o la extrañeza— son exactamente cero.

### Emisión
Los fotones son emitidos por muchos procesos naturales, como cuando las partículas cargadas se ralentizan durante una transición molecular, atómica o nuclear a un nivel de energía más bajo, o cuando se aniquila una partícula con su antipartícula.

### Absorción
Los fotones se absorben en los procesos de reversión temporal que se corresponden con los ya mencionados: por ejemplo, en la producción de pares partícula-antipartícula o en las transiciones moleculares, atómicas o nucleares a un nivel de energía más alto.

### Energía y movimiento
En el espacio vacío los fotones se mueven a la velocidad de la luz {\displaystyle c}, y su energía {\displaystyle E} y momento lineal p están relacionados mediante la expresión {\displaystyle E=cp}, donde {\displaystyle p} es el módulo del momento lineal. En comparación, la ecuación correspondiente a partículas con una masa {\displaystyle m} es {\displaystyle E^{2}=c^{2}p^{2}+m^{2}c^{4}}, como se demuestra en la relatividad especial.
La energía y el momento lineal de un fotón dependen únicamente de su frecuencia {\displaystyle \nu \!} o, lo que es equivalente, de su longitud de onda {\displaystyle \lambda \!}.
y en consecuencia el módulo del momento lineal es:
donde {\displaystyle \hbar =h/2\pi \!} (conocida como constante de Dirac o constante reducida de Planck); k es el vector de onda (de módulo {\displaystyle k=2\pi /\lambda \!}) y {\displaystyle \omega =2\pi \nu \!} es la frecuencia angular. Debe tenerse en cuenta que k apunta en la dirección de propagación del fotón. Este tiene además momento angular de espín que no depende de la frecuencia. El módulo de tal espín es {\displaystyle {\sqrt {2}}\hbar }, y la componente medida a lo largo de su dirección de movimiento, su helicidad, tiene que ser {\displaystyle \pm \hbar }. Estos dos posibles valores corresponden a los dos posibles estados de polarización circular del fotón (en sentido horario o antihorario).
Para ilustrar la importancia de estas fórmulas, la aniquilación de una partícula con su antipartícula tiene que dar lugar a la creación de al menos dos fotones por la siguiente razón: en el sistema de referencia fijo en el centro de masas, las antipartículas que colisionan no tienen momento lineal neto, mientras que un fotón aislado siempre lo tiene. En consecuencia, la ley de conservación del momento lineal requiere que al menos se creen dos fotones para que el momento lineal resultante pueda ser igual a cero. Las energías de los dos fotones —o lo que es equivalente, sus frecuencias— pueden determinarse por las leyes de conservación. El proceso inverso, la creación de pares, es el mecanismo principal por el que los fotones de alta energía (como los rayos gamma) pierden energía al pasar a través de la materia. 
Las fórmulas clásicas para la energía y el momento lineal de la radiación electromagnética pueden ser expresadas también en términos de eventos fotónicos. Por ejemplo, la presión de radiación electromagnética sobre un objeto es debida a la transferencia de momento lineal de los fotones por unidad de tiempo y unidad de superficie del objeto, ya que la presión es fuerza por unidad de superficie y la fuerza, a su vez, es la variación del momento lineal por unidad de tiempo.

## Desarrollo histórico del concepto

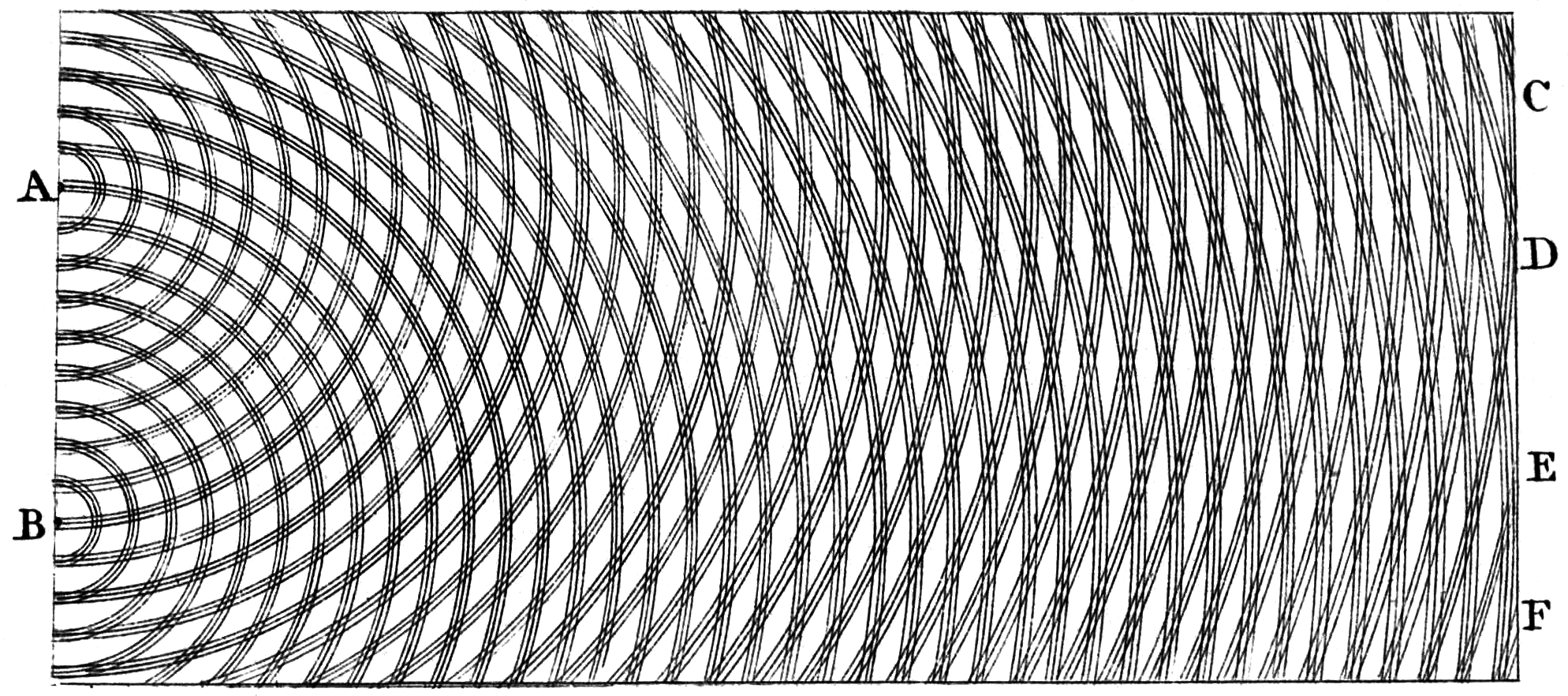
El experimento de la doble rendija de Thomas Young en 1805 demostró que la luz se comportaba como una onda, lo que ayudó a rechazar las anteriores teorías corpusculares.

En la mayoría de las teorías hasta el siglo XVIII, la luz se consideraba formada por partículas. El hecho de que los modelos de partículas no pudieran explicar fenómenos como la difracción, la refracción o la birrefringencia de la luz, hizo que René Descartes en 1637, Robert Hooke en 1665, y Christian Huygens en 1678, propusieran teorías ondulatorias para la luz; sin embargo, los modelos de partículas permanecieron vigentes, principalmente debido a la influencia de Isaac Newton.
A principios del siglo XIX Thomas Young y August Fresnel demostraron con claridad que los fenómenos de interferencia y difracción se daban también para la luz, y para 1850 los modelos ondulatorios habían sido generalmente aceptados. En 1865 las predicciones de Maxwell sobre la naturaleza de la luz como onda electromagnética, que serían posteriormente confirmadas experimentalmente por Heinrich Hertz en 1888, parecieron significar el final del modelo de partículas.

En 1900, el modelo teórico de la luz de Maxwell, como dos campos oscilatorios (uno eléctrico y otro magnético) pareció completo. Sin embargo, diversas observaciones no podían explicarse según los modelos de radiación electromagnética, lo que llevó a la conclusión de que la energía lumínica estaba empaquetada en cuantos descritos por. Experimentos posteriores mostraron que estos cuantos de luz también poseían momento lineal y en consecuencia podían ser considerados partículas. Nacía así el concepto de fotón, que llevaría a un conocimiento más profundo de los campos eléctricos y magnéticos.

Sin embargo, la teoría ondulatoria de Maxwell no explicaba todas las propiedades de la luz. Predecía que la energía de una onda luminosa dependía solamente de su intensidad, no de su frecuencia, pero diversos experimentos demostraron que la energía aportada por la luz a los átomos dependía solo de su frecuencia, y no de su intensidad. Por ejemplo, algunas reacciones químicas eran provocadas únicamente por luz con una frecuencia mayor que un valor determinado; si la frecuencia no alcanzaba dicho valor, la reacción no se producía, independientemente de la intensidad que tuviera la luz. De forma similar, se podían extraer electrones de una placa metálica iluminándola con radiación de una frecuencia suficientemente alta (efecto fotoeléctrico), y la energía con la que los electrones abandonaban la placa era función únicamente de la frecuencia de la luz incidente y no de su intensidad.
Al mismo tiempo las investigaciones realizadas a lo largo de cuatro décadas (1860-1900) por varios investigadores sobre la radiación de un cuerpo negro, culminaron con la hipótesis de Max Planck,
 que proponía que la energía de cualquier sistema que absorbe o emite radiación electromagnética de frecuencia {\displaystyle \nu }, era un número entero de veces la energía de un cuanto: {\displaystyle E=h\nu }. Como demostró Albert Einstein, debía aceptarse alguna forma de cuantización de la energía para explicar el equilibrio térmico observado entre la materia y la radiación electromagnética. Por esta explicación del efecto fotoeléctrico, Einstein recibió el Premio Nobel de física en 1921.
Puesto que la teoría de Maxwell permitía todas las posibles energías de radiación electromagnética, la mayoría de los físicos asumieron inicialmente que la cuantización de la energía era el resultado de alguna restricción desconocida sobre la materia que absorbía o emitía la radiación. En 1905 Einstein fue el primero en proponer que la cuantización de la energía era una propiedad intrínseca de la radiación electromagnética. Aunque aceptaba la validez de la teoría de Maxwell, Einstein apuntó que las anomalías observadas en muchos experimentos podían explicarse si la energía de una onda de luz maxweliana estuviera localizada en unos puntos cuánticos que se movieran independientemente unos de otros, incluso aunque la onda se difundiera de forma continua por el espacio. En 1909 y 1916 Einstein demostró que si era aceptada la teoría de Planck sobre la radiación de los cuerpos negros, los cuantos de energía tenían también que poseer momento lineal {\displaystyle p=h/\lambda }, con lo que los convertía en partículas en todo el sentido de la palabra.
El momento lineal de los fotones fue observado experimentalmente por Arthur Compton, quien por este descubrimiento recibió el Premio Nobel en 1927. La pregunta fundamental entonces pasó a ser: ¿cómo unificar la teoría ondulatoria de Maxwell con la naturaleza corpuscular observada experimentalmente? La respuesta a esta pregunta mantuvo ocupado a Einstein el resto de su vida, y fue resuelta dentro de la electrodinámica cuántica y de su sucesor, el modelo estándar de la física de partículas.

### Primeras objeciones

Hasta 1923 la mayoría de los físicos eran reacios a aceptar que la radiación electromagnética fuera intrínsecamente cuantizable. En su lugar, trataron de justificar el comportamiento del fotón cuantizando la materia, como en el modelo de Bohr del átomo de hidrógeno (mostrado aquí). Aunque todos los modelos semiclásicos del átomo han quedado descartados por la experimentación, permitieron la evolución hacia la mecánica cuántica.

Las predicciones de Einstein de 1905 fueron verificadas experimentalmente de varias formas dentro de las dos primeras décadas del siglo XX, como reseñó Robert Millikan en su conferencia por la obtención del Premio Nobel. Sin embargo, antes de que los experimentos de Compton mostraran que los fotones poseían un momento lineal proporcional a su frecuencia (1922), la mayoría de los físicos eran reacios a creer que la radiación electromagnética pudiera estar formada por partículas. (véanse por ejemplo las conferencias por la obtención del Nobel de Wien,Planck y Millikan.). Estas reticencias eran comprensibles dado el éxito y verosimilitud del modelo ondulatorio de Maxwell. Por ello, la mayoría de los físicos sostenían en su lugar que la cuantización de la energía era consecuencia de alguna restricción desconocida sobre la materia que absorbía o emitía radiación. Niels Bohr, Arnold Sommerfeld y otros, desarrollaron modelos atómicos con niveles discretos de energía que pudieran explicar cualitativamente las finas líneas espectrales y la cuantización de la energía observada en la emisión y absorción de la luz por parte de los átomos. Estos modelos coincidían muy bien con el espectro del hidrógeno, pero no con el de otros elementos. Únicamente el experimento de Compton sobre la dispersión de fotones por un electrón libre (el cual no podía tener niveles de energía, al no tener una estructura interna) fue capaz de convencer a la mayoría de los investigadores sobre el hecho de que la propia luz estuviera cuantizada.
Incluso después del experimento de Compton, Bohr, Hendrik Kramers y John Slater hicieron un último intento por preservar el modelo de campo electromagnético continuo de Maxwell, que se conoció como el modelo BKS Para justificar los datos disponibles, había que efectuar dos hipótesis drásticas:
- Energía y momento lineal se conservan solo en promedio en las interacciones entre materia y radiación, no en los procesos elementales como la absorción y la emisión. Esto permite reconciliar los cambios discontinuos de la energía del átomo (salto entre niveles de energía) con la emisión continua de energía en forma de radiación.
- La causalidad se abandona. Por ejemplo las emisiones espontáneas son simplemente emisiones inducidas por un campo electromagnético virtual.

Sin embargo, los experimentos de Compton refinados mostraron que el par energía-momento lineal se conservaba extraordinariamente bien en los procesos elementales, y también que la excitación del electrón y la generación de un nuevo fotón en la dispersión de Compton obedecían a una causalidad del orden de 10 ps. Como consecuencia, Bohr y sus colegas dieron a su modelo «un funeral tan honorable como fue posible». En cualquier caso, el modelo BKS inspiró a Werner Heisenberg en su desarrollo de la mecánica cuántica.
Unos cuantos físicos persistieron en el desarrollo de modelos semiclásicos, en los cuales la radiación electromagnética no estaba cuantizada, aunque la materia obedecía las leyes de la mecánica cuántica. Aunque la evidencia de los fotones, a partir de los experimentos físicos y químicos, era aplastante hacia 1970, esta evidencia no podía considerarse absolutamente definitiva; puesto que recaía en la interacción de la luz con la materia, una teoría de la materia suficientemente complicada podía explicar la evidencia. Sin embargo, todas las teorías semiclásicas fueron refutadas definitivamente en los años 70 y 80 del siglo XX por elegantes experimentos de correlación de fotones. Con ellos se consideró probada la hipótesis de Einstein que indicaba que la cuantización era una propiedad intrínseca de la luz.

## Descripción del fotón

### En teoría de la relatividad
En la teoría especial de la relatividad ordinaria los fotones se mueven a lo largo de líneas rectas cuyo vector tangente es un vector isótropo o lúmínico. Dado un punto del espacio-tiempo el conjunto de direcciones en las que se puede emitir un fotón viene dado por el llamado cono de luz futuro.
En teoría de la relatividad general los fotones tienen trayectorias más complicadas y no viajan en línea recta, ya que el espacio-tiempo en presencia de materia tiene curvatura no nula. Los fotones en un espacio-tiempo general se mueven a lo largo de geodésicas lumínicas (curvas cuyo vector tangente es isótropo o de tipo luz). En algunos contextos, como sucede en el interior de los agujeros negros, todas la geodésicas dirigidas hacia el futuro apuntan hacia el interior de la región de agujero negro, por lo que los fotones y las otras partículas no pueden escapar de dicha región una vez que penetran en ella.

### Dualidad onda-corpúsculo y principio de incertidumbre
Los fotones, como todos los objetos cuánticos, presentan tanto propiedades ondulatorias como corpusculares. Su naturaleza dual onda-partícula puede ser difícil de visualizar. El fotón muestra sus propiedades ondulatorias en fenómenos como la difracción y las interferencias. Por ejemplo, en un experimento de la doble rejilla, un fotón individual pasando a través de estas rejillas incidiría en la pantalla con una distribución de probabilidad dada por sus patrones de interferencia determinados por las ecuaciones de Maxwell. Sin embargo, los experimentos confirman que el fotón no es un corto pulso de radiación electromagnética; no se dispersa al propagarse, ni se divide al encontrarse con un divisor de haz. En vez de esto, el fotón se comporta como una partícula puntual, puesto que es absorbido o emitido en su conjunto por sistemas arbitrariamente pequeños, sistemas mucho más pequeños que sus longitudes de onda, tales como un núcleo atómico (≈10–15 m de diámetro) o incluso un electrón. Sin embargo el fotón no es una partícula puntual cuya trayectoria sea determinada probabilísticamente por el campo electromagnético, según la concepción por Einstein y otros; esa hipótesis fue también refutada por los experimentos de correlación de fotones ya mencionados anteriormente. De acuerdo con los conocimientos actuales, los propios campos electromagnéticos son producidos por fotones, los cuales a su vez resultan de una simetría de gauge local y las leyes de la teoría cuántica de campos.

Experimento mental de Heisenberg para localizar un electrón (representado en azul) con un microscopio de rayos gamma de alta resolución. El rayo gamma incidente (mostrado en verde) es desviado hacia arriba por el electrón dentro de la apertura angular del microscopio. El rayo gamma desviado se muestra en rojo. La óptica clásica demuestra que la posición del electrón solo puede determinarse con una incertidumbre que depende de y de la longitud de onda del rayo de luz incidente.

Un elemento clave de la mecánica cuántica es el principio de incertidumbre de Heisenberg, que prohíbe el conocimiento simultáneo de la posición y el momento lineal de una partícula. Hay que destacar que el principio de incertidumbre para partículas materiales cargadas, requiere la cuantización de la luz en fotones, e incluso que la energía y el momento lineal de los fotones dependan de la frecuencia.
Una ilustración elegante es el experimento mental de Heisenberg para localizar un electrón con un microscopio ideal. La posición del electrón puede determinarse dentro de la resolución óptica del microscopio, que viene dada por la fórmula de óptica clásica
{\displaystyle \Delta x\sim {\frac {\lambda }{{\text{sen}}\,\theta }}}
donde {\displaystyle \theta } es la apertura angular del microscopio. Por tanto, la incertidumbre en la posición {\displaystyle \Delta x} puede hacerse arbitrariamente pequeña reduciendo la longitud de onda. El momento lineal del electrón es incierto, {\displaystyle \Delta p}, puesto que sufrió un “choque” con la luz que resultó desviada al interior del microscopio. Si la luz no estuviera cuantizada en fotones, la incertidumbre {\displaystyle \Delta p} podría hacerse arbitrariamente pequeña mediante la reducción de la intensidad de la luz. En ese caso, puesto que la longitud de onda y la intensidad de la luz pueden variarse de forma independiente, podría determinarse de forma simultánea la posición y el momento lineal con una precisión arbitrariamente alta, violando el principio de incertidumbre. Como contraste, la fórmula de Einstein para el momento lineal del fotón preserva el principio de incertidumbre; puesto que el fotón es desviado a cualquier sitio dentro de la abertura, la incertidumbre del momento lineal transferido es
{\displaystyle \Delta p\sim p_{\text{foton}}\,{\text{sen}}\,\theta ={\frac {h}{\lambda }}{\text{sen}}\,\theta }
obteniéndose el producto {\displaystyle \Delta x\Delta p\,\sim \,h}, que es el principio de incertidumbre de Heisenberg. De esta forma, todo resulta cuantizado; tanto la materia como los campos tienen que obedecer un conjunto consistente de leyes cuánticas si alguno de ellos va a ser cuantizado.
El principio de incertidumbre correspondiente para los fotones prohíbe la determinación simultánea del número {\displaystyle n\!} de fotones (véase estado de Fock y la sección Segunda cuantización más abajo) en una onda electromagnética y la fase {\displaystyle \phi \!} de esa onda
{\displaystyle \Delta n\cdot \Delta \phi >1\!}
Tanto los fotones como las partículas materiales (p. ej.: los electrones) crean patrones de interferencia análogos cuando pasan por una doble rendija. Para los fotones, esto corresponde a la interferencia de una onda electromagnética de Maxwell mientras que, para partículas materiales, corresponde a la interferencia de la ecuación de ondas de Schrödinger. Aunque esta similitud podría sugerir que las ecuaciones de Maxwell son simplemente la ecuación de Schrödinger para los fotones, la mayoría de los físicos no están de acuerdo con esto. Por un lado, son matemáticamente diferentes; lo más obvio es que la ecuación de Schrödinger se resuelve para un campo complejo, mientras que las cuatro ecuaciones de Maxwell se resuelven para campos reales. Con mayor generalidad, el concepto habitual de una función de onda de probabilidad de Schrödinger no puede aplicarse a los fotones. Al no tener masa, no pueden localizarse sin ser destruidos; técnicamente, los fotones no pueden tener un eigenestado de posición {\displaystyle |\mathbf {r} \rangle }, y, por tanto, el principio de incertidumbre habitual de Heisenberg {\displaystyle \Delta x\Delta p>h/2} no es aplicable a los fotones. Se han sugerido algunas funciones de onda sustitutorias para el fotón, pero no han llegado a usarse de forma generalizada. En su lugar, los físicos aceptan generalmente la teoría de la segunda cuantización de los fotones que se describirá más abajo, en la cual los fotones son excitaciones cuantizadas de modos electromagnéticos.

### Modelo de Bose-Einstein de un gas de fotones
En 1924, Satyendra Nath Bose dedujo la ley de Planck de la radiación del cuerpo negro sin utilizar el electromagnetismo, mediante una especie de recuento en el espacio de fase. Einstein demostró que esta modificación era equivalente a asumir que los fotones son rigurosamente idénticos y que ello implicaba una "misteriosa interacción no local", ahora entendida como la exigencia de un estado simétrico mecánico cuántico. Este trabajo dio lugar al concepto de los estados coherentes y al desarrollo del láser. En los mismos artículos, Einstein amplió el formalismo de Bose a partículas no materiales (bosones), y predijo que a temperaturas lo suficientemente bajas se condensarían en su estado cuántico fundamental; este condensado de Bose-Einstein se observó experimentalmente en 1995.
Los fotones deben obedecer la estadística de Bose-Einstein si van a permitir el principio de superposición de los campos electromagnéticos, la condición es que las ecuaciones de Maxwell sean lineales. Todas las partículas se dividen en fermiones y bosones, en función de si su espín es semi-entero o entero respectivamente. El teorema de la estadística del espín pone de manifiesto que todos los bosones deben obedecer la estadística de Bose-Einstein, mientras que todos los fermiones obedecen la estadística de Fermi-Dirac o, de forma equivalente, el principio de exclusión de Pauli, que establece que, como máximo, una única partícula puede ocupar un estado cuántico. Así, si el fotón fuera un fermión, en un instante de tiempo solo un fotón podría moverse en una dirección determinada. Esto es incompatible con la observación experimental de que los láseres pueden producir luz coherente de intensidad arbitraria, es decir, con muchos fotones desplazándose en la misma dirección. Por lo tanto, el fotón debe ser un bosón y obedecer la estadística de Bose-Einstein.

### Emisión estimulada y espontánea

La emisión estimulada (en la cual los fotones se "clonan" a sí mismos) fue predicha por Einstein en su deducción de E=hν, y condujo al desarrollo del láser.

En 1916 Einstein demostró que la hipótesis cuántica de Planck {\displaystyle E=h\nu } podría deducirse de un tipo de ecuación cinética. Considere una cavidad en equilibrio térmico y llena de radiación electromagnética y de sistemas que pueden emitir y absorber la radiación. El equilibrio térmico requiere que la densidad {\displaystyle \rho (\nu )} de fotones con frecuencia {\displaystyle \nu } sea constante en el tiempo, por lo cual, la tasa de emisión de fotones a una determinada frecuencia debe ser igual a la tasa de absorción de estos.
Einstein supuso que la tasa de absorción de un fotón de frecuencia {\displaystyle \nu }
que lleva de un estado de energía más bajo {\displaystyle E_{1}} a otro más alto 
{\displaystyle E_{2}} era proporcional al número {\displaystyle N_{1}} de moléculas con 
energía {\displaystyle E_{1}} y a la densidad {\displaystyle \rho (\nu )} de fotones en el ambiente con frecuencia {\displaystyle \nu }:
{\displaystyle R_{12}=N_{1}B_{12}\rho (\nu )\!},
donde {\displaystyle B_{12}} es la constante para la tasa de absorción {\displaystyle R_{12}} de los niveles energéticos {\displaystyle E_{1}} a {\displaystyle E_{2}}.
De manera más atrevida, Einstein supuso que la tasa inversa {\displaystyle R_{21}} de emisión de un fotón de frecuencia {\displaystyle \nu } de
{\displaystyle E_{2}} a {\displaystyle E_{1}} era suma de dos términos:
{\displaystyle R_{21}=N_{2}A_{21}+N_{2}B_{21}\rho (\nu )\!}
donde {\displaystyle A_{21}} es la tasa de emisión espontánea de un fotón y {\displaystyle B_{21}} es la constante para la tasa de emisión en respuesta a los fotones presentes en el ambiente (emisión inducida o estimulada). Einstein demostró que la fórmula de Planck {\displaystyle E=h\nu } es consecuencia de estas dos ecuaciones y del equilibrio térmico entre la radiación y los sistemas que la absorben y la emiten.
Este sencillo modelo cinético fue un estímulo poderoso para la investigación. Einstein pudo mostrar que {\displaystyle B_{12}=B_{21}}, esto es, las constantes para las tasas de absorción y emisión inducida eran iguales. Pero el resultado más importante fue hallar una relación cuantitativa con la tasa de emisión espontánea:
{\displaystyle A_{21}={\frac {8\pi h\nu ^{3}}{c^{3}}}B_{21}.}
Einstein no trató de justificar sus dos ecuaciones pero hizo notar que {\displaystyle A_{21}} y {\displaystyle B_{21}} deberían poder deducirse de la mecánica y la electrodinámica modificadas para acomodar la hipótesis cuántica. Esta predicción se confirmó en la mecánica cuántica y en la electrodinámica cuántica, respectivamente; ambas son necesarias para obtener las constantes de velocidad de Einstein a partir de primeros principios. Paul Dirac dedujo las constantes de velocidad {\displaystyle B_{21}} en 1926 utilizando un enfoque semiclásico, y en 1927 logró deducir las constantes de las tasas a partir de primeros principios.
El trabajo de Dirac fue el fundamento de la electrodinámica cuántica, es decir, la cuantización del propio campo electromagnético. Al enfoque de Dirac también se le llama segunda cuantización o teoría cuántica de campos, siendo la anterior mecánica cuántica (la cuantificación de las partículas materiales moviéndose en un potencial) la "primera cuantización".

### En teoría cuántica de campos

Diferentes modos electromagnéticos (como los descritos aquí) pueden tratarse como osciladores armónicos simples independientes. Un fotón corresponde a una unidad de energía en su modo electromagnético.

En 1910 Peter Debye dedujo la ley de Planck de radiación de un cuerpo negro a partir de una suposición relativamente simple. Descompuso correctamente el campo electromagnético en una cavidad, en sus modos de Fourier, y asumió que la energía en cualquier modo era un múltiplo entero de {\displaystyle h\nu }, donde {\displaystyle \nu } es la frecuencia del modo electromagnético. La ley de Planck de la radiación del cuerpo negro se obtiene inmediatamente como una suma geométrica. Sin embargo, la aproximación de Debye falló a la hora de dar la fórmula correcta para las fluctuaciones de energía de la radiación del cuerpo negro, que fue obtenida por Einstein en 1909.
En 1925 Born, Heisenberg y Jordan reinterpretaron el concepto de Debye en una forma clave. Como puede demostrarse clásicamente, los modos de Fourier del campo electromagnético —un conjunto completo de ondas electromagnéticas planas caracterizadas por sus vectores de onda k y sus estados de polarización— son equivalentes a un conjunto de osciladores armónicos simples desacoplados. Tratado de un modo mecano-cuántico, se demuestra que los niveles de energía de dichos osciladores son {\displaystyle E=nh\nu }, donde {\displaystyle \nu } es la frecuencia del oscilador. El paso clave fue identificar un modo electromagnético con energía {\displaystyle E=nh\nu }, como un estado con {\displaystyle n} fotones, cada uno de ellos con energía {\displaystyle h\nu }. Esta aproximación sí da la fórmula para la correcta fluctuación de energía.

En la teoría de campos cuántica, la probabilidad de los eventos se calcula mediante la suma de todas las posibles formas en las que pueden suceder, como en el diagrama de Feynman mostrado aquí.

Dirac dio un paso más. Trató la interacción entre una carga y un campo electromagnético como una pequeña perturbación que induce transiciones en los estados de los fotones, cambiando el número de fotones de los modos, mientras se conservan la energía y el momento lineal total. Dirac pudo obtener los coeficientes {\displaystyle A_{ij}} y {\displaystyle B_{ij}} de Einstein a partir de los principios fundamentales, y demostró que la estadística de Bose-Einstein de los fotones es consecuencia natural de cuantizar correctamente los campos electromagnéticos (el razonamiento de Bose fue en el sentido opuesto; él dedujo la ley de Planck de la radiación del cuerpo negro a partir de la estadística de BE). En la época de Dirac no era aún conocido que todos los bosones, incluidos los fotones, tienen que obedecer la estadística de BE.
La teoría de perturbaciones de segundo orden de Dirac puede involucrar a fotones virtuales, estados intermedios transitorios del campo electromagnético; dichos fotones virtuales actúan como mediadores en la electricidad estática y las interacciones magnéticas. En la teoría cuántica de campos, la amplitud de probabilidad de eventos observables se calcula mediante la suma de todos los posibles pasos intermedios, incluso aquellos que son no-físicos; por tanto, los fotones virtuales no se limitan a satisfacer {\displaystyle E=pc}, y pueden tener estados de polarización extra; dependiendo del gauge utilizado, los fotones virtuales pueden tener tres o cuatro estados de polarización, en lugar de los dos estados de los fotones reales. Aunque estos fotones virtuales transitorios nunca pueden ser observados, contribuyen de forma apreciable a las probabilidades de eventos observables. De hecho, dichos cálculos de perturbaciones de segundo orden y órdenes superiores pueden proporcionar aparentemente infinitas contribuciones a la suma. Los resultados no-físicos se corrigen mediante técnicas de renormalización. Otras partículas virtuales pueden contribuir también a la suma; por ejemplo, dos fotones pueden interactuar de forma indirecta por medio de pares electrón-positrón virtuales.
En notación de física moderna, el estado cuántico del campo electromagnético se escribe como un estado de Fock, un producto tensorial de los estados para cada modo electromagnético
{\displaystyle |n_{k_{0}}\rangle \otimes |n_{k_{1}}\rangle \otimes \dots \otimes |n_{k_{n}}\rangle \dots }
donde {\displaystyle |n_{k_{i}}\rangle } representa el estado en el cual {\displaystyle \,n_{k_{i}}} fotones están en el modo {\displaystyle k_{i}}. En esta notación, la creación de un nuevo fotón en modo {\displaystyle k_{i}} (p. ej., el emitido desde una transición atómica) se escribe como {\displaystyle |n_{k_{i}}\rangle \rightarrow |n_{k_{i}}+1\rangle }. Esta notación simplemente expresa el concepto de Born, Heisenberg y Jordan descrito arriba, y no añade nada de física.

### El fotón como un bosón gauge
El campo electromagnético se puede entender por medio de una teoría gauge como un campo resultado de exigir que unas simetrías sean independientes para cada posición en el espacio-tiempo. Para el campo electromagnético esta simetría es la simetría Abeliana U(1) de los números complejos, que refleja la capacidad de variar la fase de un número complejo sin afectar números reales construidos del mismo, tales como la energía o el lagrangiano.
El cuanto en el campo gauge abeliano debe ser tipo bosón sin carga ni masa, mientras no se rompa la simetría; por ello se predice que el fotón no tiene masa, y tener cero carga eléctrica y spin entero. La forma particular de la interacción electromagnética especifica que el fotón debe tener spin ± 1, por lo que su helicidad debe ser {\displaystyle \pm \hbar }. Estos dos componentes del spin corresponden a los conceptos clásicos de luz polarizada circularmente a la derecha y a la izquierda. 
En el Modelo estándar de física de partículas, el fotón es una de los cuatro bosones gauge en la interacción electrodébil, siendo los otros tres los bosones W+, W− y Z0 que son responsables de la interacción débil. A diferencia de los fotones, estos bosones tienen una masa invariante debido a un mecanismo que rompe su simetría gauge SU(2) particular. La unificación de los fotones con los mencionados bosones en la interacción electrodébil fue realizada por Sheldon Glashow, Abdus Salam y Steven Weinberg, por el que fueron galardonados con el Premio Nobel de física 1979.
Los físicos continúan buscando hipótesis sobre grandes teorías de unificación que conecten estos cuatro bosones gauge con los ocho bosones gauge gluones de la cromodinámica cuántica. Sin embargo, varias predicciones importantes de estas teorías, tales como la desintegración de protones, no se han observado experimentalmente.
De acuerdo con la cromodinámica cuántica, un fotón real puede interactuar como una partícula puntual, o como una colección de quarks y gluones, esto es, como un hadrón. La estructura de los fotones no se determina por las tradicionales distribuciones de quarks de valencia como en un protón, sino por fluctuaciones del fotón puntual en una colección de partones.

## Contribución a la masa de un sistema
En la teoría de la relatividad, la energía de un sistema que emite un fotón se reduce en una cantidad igual a la energía {\displaystyle E} del fotón medida en el sistema de referencia en reposo del sistema emisor, lo cual resulta en una reducción de la masa por un valor {\displaystyle {E}/{c^{2}}}. Del mismo modo, la masa de un sistema que absorbe un fotón se incrementa por la misma cantidad correspondiente.
Este concepto se aplica en un factor clave predicho por la QED, la teoría de la electrodinámica cuántica iniciada por Dirac (descrita anteriormente). QED es capaz de predecir el momento dipolar magnético de los leptones con una exactitud muy alta; las mediciones experimentales de los momentos de los dipolos magnéticos están perfectamente de acuerdo con estas predicciones. Las predicciones, sin embargo, requieren contar las contribuciones de fotones virtuales a la masa del leptón. Otro ejemplo de este tipo de contribuciones que están comprobadas experimentalmente es la predicción de la QED del efecto Lamb observado en la estructura hiperfina de pares de leptones ligados, tales como el muonio y el positronio.
Dado que los fotones contribuyen al tensor de energía-impulso, ejercen una atracción gravitatoria sobre otros objetos, de acuerdo con la teoría general de la relatividad. A su vez, la gravedad afecta los fotones; normalmente sus trayectorias rectas pueden ser dobladas por un espacio-tiempo deformado, como ocurre en las lentes gravitacionales, y sus frecuencias disminuyen al pasar a un potencial gravitatorio más alto, como en el experimento de Pound y Rebka. Sin embargo, estos efectos no son específicos de los fotones; los mismos efectos se predecirían para las ondas electromagnéticas clásicas.

## Fotones y materia

Nombre y carga eléctrica de los componentes de la materia.

La luz que viaja a través de materia transparente, lo hace a una velocidad menor que c, la velocidad de la luz en el vacío. Por ejemplo, los fotones en su viaje desde el centro del Sol sufren tantas colisiones, que la energía radiante tarda aproximadamente un millón de años en llegar a la superficie; sin embargo, una vez en el espacio abierto, un fotón tarda únicamente 8,3 minutos en llegar a la Tierra. El factor por el cual disminuye la velocidad se conoce como índice de refracción del material. Desde la óptica clásica, la reducción de velocidad puede explicarse a partir de la polarización eléctrica que produce la luz en la materia: la materia polarizada radia nueva luz que interfiere con la luz original para formar una onda retardada. Viendo al fotón como una partícula, la disminución de la velocidad puede describirse en su lugar como una combinación del fotón con excitaciones cuánticas de la materia (cuasipartículas como fonones y excitones) para formar un polaritón; este polaritón tiene una masa efectiva distinta de cero, lo que significa que no puede viajar con velocidad c. Las diferentes frecuencias de la luz pueden viajar a través de la materia con distintas velocidades; esto se conoce como dispersión. La velocidad de propagación del polaritón {\displaystyle v} es igual a su velocidad de grupo, que es la derivada de la energía con respecto al momento lineal:

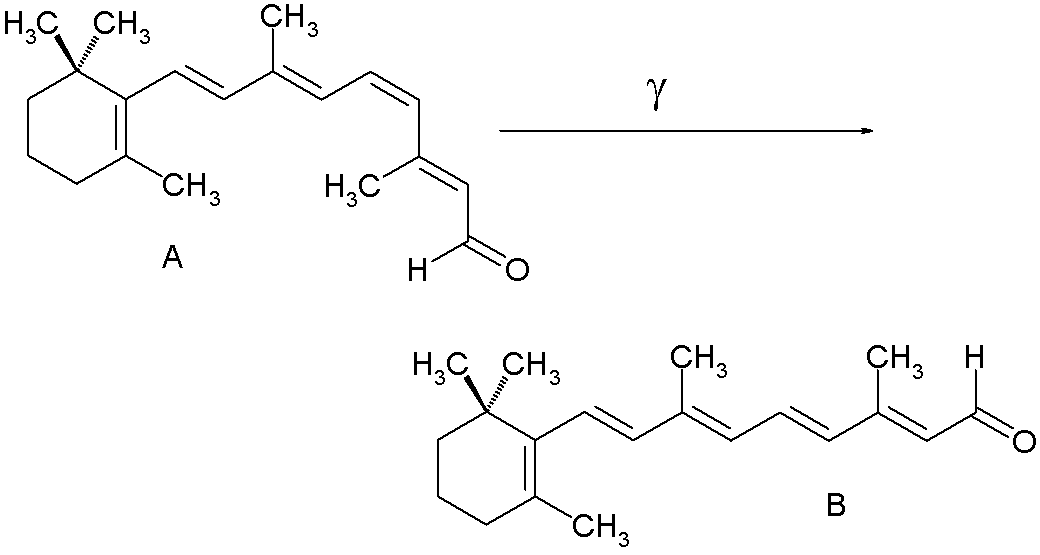
Transformación en el retinal tras la absorción de un fotón γ de longitud de onda correcta.

{\displaystyle v={\frac {d\omega }{dk}}={\frac {dE}{dp}}}

donde {\displaystyle E} y {\displaystyle p} son la energía y el módulo del momento lineal del polaritón, y {\displaystyle \omega } y {\displaystyle k} son su frecuencia angular y número de onda, respectivamente. En algunos casos la dispersión puede dar lugar a velocidades de la luz extremadamente lentas. Los efectos de las interacciones de los fotones con otras cuasipartículas puede observarse directamente en la dispersión Raman y la dispersión Brillouin.
Los fotones pueden también ser absorbidos por núcleos, átomos o moléculas, provocando transiciones entre sus niveles de energía. Un ejemplo clásico es la transición molecular del retinal (C20H28O, figura de la derecha), que es responsable de la visión, como descubrieron el premio Nobel George Wald y sus colaboradores en 1958. Como se muestra aquí, la absorción provoca una isomerización cis-trans que, en combinación con otras transiciones, da lugar a impulsos nerviosos. La absorción de fotones puede incluso romper enlaces químicos, como en la fotólisis del cloro; este es un tema de fotoquímica.

## Aplicaciones tecnológicas

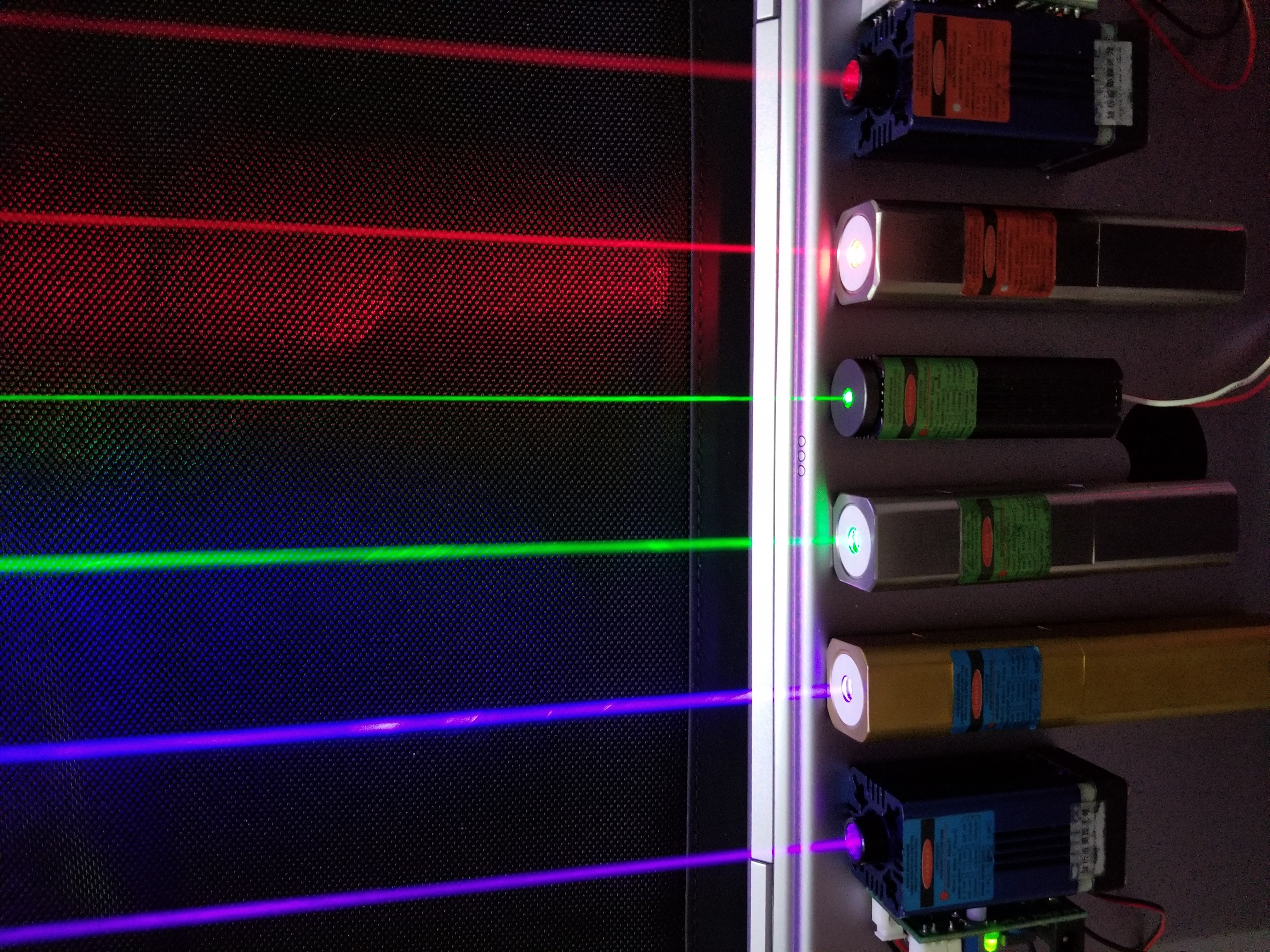
Láser tricolor.

Los fotones tienen muchas aplicaciones en tecnología. Se han elegido ejemplos que ilustran las aplicaciones de los fotones per se, y no otros dispositivos ópticos como lentes, etc. cuyo funcionamiento puede explicarse bajo una teoría clásica de la luz. El láser es una aplicación extremadamente importante.
Los fotones individuales pueden detectarse por varios métodos. El tubo fotomultiplicador clásico se basa en el efecto fotoeléctrico; un fotón que incide sobre una lámina de metal arranca un electrón, que inicia a su vez una avalancha de electrones. Los circuitos integrados CCD utilizan un efecto similar en semiconductores; un fotón incidente genera una carga detectable en un condensador microscópico. Otros detectores como los contadores Geiger utilizan la capacidad de los fotones para ionizar moléculas de gas, lo que da lugar a un cambio detectable en su conductividad.
La fórmula de la energía de Planck {\displaystyle E=h\nu } es utilizada a menudo por ingenieros y químicos en diseño, tanto para calcular el cambio de energía resultante de la absorción de un fotón, como para predecir la frecuencia de la luz emitida en una transición de energía dada. Por ejemplo, el espectro de emisión de una lámpara fluorescente puede diseñarse utilizando moléculas de gas con diferentes niveles de energía electrónica y ajustando la energía típica con la cual un electrón choca con las moléculas de gas en el interior de la lámpara.
Bajo algunas condiciones, se puede excitar una transición de energía por medio de dos fotones; transición que no ocurre con los fotones por separado. Esto permite microscopios con mayores resoluciones, porque la muestra absorbe energía únicamente en la región en la que los dos rayos de colores diferentes se solapan de forma significativa, que puede ser mucho menor que el volumen de excitación de un rayo individual. Además estos fotones causan un menor daño a la muestra, puesto que son de menor energía.
En algunos casos pueden acoplarse dos transiciones de energía de modo que, cuando un sistema absorbe un fotón, otro sistema cercano roba su energía y re-emite un fotón con una frecuencia diferente. Esta es la base de la transferencia de energía por resonancia entre moléculas fluorescentes, que se utiliza para medir distancias moleculares.

## Investigación reciente
Actualmente se cree comprender teóricamente la naturaleza fundamental del fotón. El modelo estándar predice que el fotón es un bosón de gauge de spin 1, sin masa ni carga, que media la interacción electromagnética y que resulta de la simetría gauge local U (1). Sin embargo, los físicos continúan buscando discrepancias entre los experimentos y las predicciones del modelo estándar, buscando nuevas posibilidades para la física más allá del modelo estándar. En particular, hay cotas de mayor precisión en los experimentos para los límites superiores para una hipotética carga y masa del fotón. 
Hasta ahora, todos los datos experimentales son consistentes con el fotón de carga y masa cero Los límites superiores aceptados universalmente en la carga y masa del fotón son 5×10−52 C (o 3×10−33 por la carga elemental) y 1.1×10−52 kg (6×10-17 eV/c2), respectivamente.
Se han investigado mucho las posibles aplicaciones de los fotones en óptica cuántica. Los fotones parecen adecuados como elementos de un ordenador cuántico, y el entrelazamiento cuántico de los fotones es un campo de investigación. Otra área de investigación activa son los procesos ópticos no lineales, con tópicos tales como la absorción de dos fotones, auto modulación de fases y los osciladores ópticos parametrizados. Finalmente, los fotones son esenciales en algunos aspectos de la comunicación óptica, especialmente en criptografía cuántica.